# GDDR4
GDDR4 (англ. Graphics Double Data Rate, version 4 — двойная скорость передачи данных 4-й версии) — это тип компьютерной перезаписываемой энергозависимой памяти, используемой в графических ускорителях.
Не получил широкого распространения на рынке по причине небольшого прироста производительности относительно GDDR3 и высокой стоимости. Такой тип памяти устанавливался лишь на несколько поколений Hi-End видеокарт ATI/AMD: X1950XTX, HD 2900 XT, HD 2600 XT,HD 3850, HD 3870, HD 4850 после чего был заменен более прогрессивной GDDR5.
PowerColor выпустила видеокарту PCS+ HD4850 с 512 мегабайтами памяти GDDR4, работающей на частоте 2200 МГц.